# 第38回有馬記念
第38回有馬記念（だい38かいありまきねん）は、1993年12月26日に中山競馬場で施行された競馬競走である。トウカイテイオーが前年の有馬記念より1年（364日）ぶりの出走で優勝を果たした。年齢はすべて旧表記（数え年）にて表記。

## レース施行時の状況
皇帝シンボリルドルフの子でデビューから無敗にして皐月賞・東京優駿（日本ダービー）を制し、帝王と称されたトウカイテイオーは、前年の有馬記念ではゲート発走直後に中殿筋を痛めるアクシデントによって11着と惨敗し、この年は春の宝塚記念を目標に調整されていたが、宝塚記念の1週間前に左トウ骨剥離骨折と3度目の左脚の骨折を起こした結果、その年は休養に費やされていた。しかし、ファン投票では4位になり、1年（364日）ぶりに有馬記念の出走に漕ぎ着けることができた。
ファン投票1位で選出されたのは、その年の菊花賞に優勝してデビューから10戦連続連対（2着以内への入着）中のビワハヤヒデ、鞍上はかつてトウカイテイオーの手綱を取った岡部幸雄が務め、当日も単勝式で1番人気に支持された。トウカイテイオーの鞍上は1年前と同じく田原成貴が務めて同・4番人気に支持されたものの、この年はこれ以外にも古馬ではジャパンカップ優勝馬のレガシーワールド（単勝式2番人気）、天皇賞（春）優勝馬ライスシャワー（同・5番人気）、前年の覇者メジロパーマー（同・7番人気）、4歳では日本ダービー優勝馬ウイニングチケット（同・3番人気）、牝馬二冠馬ベガ（同・6番人気）と錚々たるメンバーが揃い、トウカイテイオーに対する見方は厳しかった。事実、トウカイテイオーの馬券は、複勝式ではナイスネイチャ（単勝式10番人気）に次ぐ8番人気、馬番連勝式においてもトウカイテイオーを含む組み合わせの人気は低かった。

## 出走馬と枠順
天候は晴れ、芝は良馬場。
| 枠番 | 馬番 | 競走馬名           | 性齢  | 騎手       | オッズ       | 調教師     |
| ---- | ---- | ------------------ | ----- | ---------- | ------------ | ---------- |
| 1    | 1    | エルカーサリバー   | 牝5   | 蛯名正義   | 73.2（14人） | 田中良平   |
| 2    | 2    | セキテイリュウオー | 牡5   | 田中勝春   | 14.7（7人）  | 藤原敏文   |
| 3    | 3    | ベガ               | 牝4   | 武豊       | 13.4（6人）  | 松田博資   |
| 3    | 4    | トウカイテイオー   | 牡6   | 田原成貴   | 9.4（4人）   | 松元省一   |
| 4    | 5    | ウィッシュドリーム | 牡5   | 藤田伸二   | 32.4（11人） | 坪憲章     |
| 4    | 6    | ライスシャワー     | 牡5   | 的場均     | 10.9（5人）  | 飯塚好次   |
| 5    | 7    | ホワイトストーン   | 牡7   | 田面木博公 | 39.1（12人） | 高松邦男   |
| 5    | 8    | マチカネタンホイザ | 牡5   | 柴田善臣   | 43.3（13人） | 伊藤雄二   |
| 6    | 9    | レガシーワールド   | せん5 | 河内洋     | 4.9（2人）   | 森秀行     |
| 6    | 10   | エルウェーウィン   | 牡4   | 南井克巳   | 22.0（8人）  | 坪憲章     |
| 7    | 11   | ウイニングチケット | 牡4   | 柴田政人   | 5.4（3人）   | 伊藤雄二   |
| 7    | 12   | ナイスネイチャ     | 牡6   | 松永昌博   | 26.6（10人） | 松永善晴   |
| 8    | 13   | ビワハヤヒデ       | 牡4   | 岡部幸雄   | 3.0（1人）   | 浜田光正   |
| 8    | 14   | メジロパーマー     | 牡7   | 横山典弘   | 25.0（9人）  | 大久保正陽 |

## レース展開
レースはメジロパーマーが引っ張り、ビワハヤヒデは先団4番手、トウカイテイオーは中団6番手の好位で折り合いレースを進めた。そして、第4コーナーから直線に向かうタイミングで外から先行馬を追い上げにかかったトウカイテイオーは、最後の直線で先に抜け出したビワハヤヒデを残り100mで捉える。並びかけた際に一瞬手応えを失ったかに思われたが、トウカイテイオーは田原成貴の必死の手綱に再び盛り返し、ゴール板を先頭で駆け抜けた。審議では第1コーナーでエルカーサリバーの進路が狭くなった件と第4コーナーでライスシャワーの進路が狭くなった件については失格及び降着はなく順位が確定した。
当日のテレビ各局の実況担当者が「蘇ったトウカイテイオー!（NHK藤井康生）」「トウカイテイオー、ミラクル!こんなことがあるんでしょうか!（フジテレビ堺正幸）」と叫んだように、1年（364日）ぶりの出走で掴んだ奇跡の勝利であった。ゴールした後、検量室に戻って勝利ジョッキーインタビューに答えた田原は涙ながらに「この勝利は、日本競馬の常識を覆したトウカイテイオー、彼自身の勝利です。彼を褒めてやって下さい」と賞賛した。
「アクシデントが無ければ勝ち負けになる」「休み明けだが、昨年より状態は上」と絶対の自信を持ってレースに送り出した松元省一調教師は、トウカイテイオーが直線に向いた時、すでに勝利を確信していたという。

## レース結果

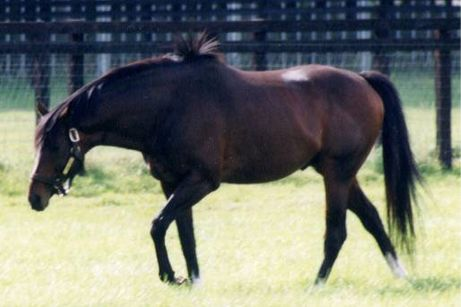
優勝馬、トウカイテイオー
（2000年9月23日）

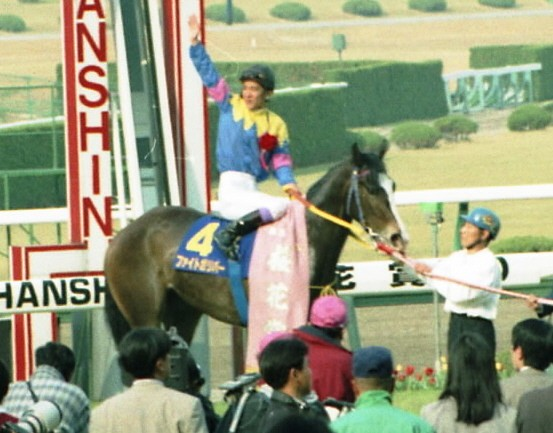
勝利騎手、田原成貴
（1996年4月7日）

| 着順 | 枠番 | 馬番 | 競走馬名           | タイム | 着差      |
| ---- | ---- | ---- | ------------------ | ------ | --------- |
| 1    | 3    | 4    | トウカイテイオー   | 2:30.9 |           |
| 2    | 8    | 13   | ビワハヤヒデ       | 2:31.0 | 1/2馬身   |
| 3    | 7    | 12   | ナイスネイチャ     | 2:31.6 | 3 1/2馬身 |
| 4    | 5    | 8    | マチカネタンホイザ | 2:31.6 | アタマ    |
| 5    | 6    | 9    | レガシーワールド   | 2:31.7 | クビ      |
| 6    | 8    | 14   | メジロパーマー     | 2:31.9 | 1 1/4馬身 |
| 7    | 2    | 2    | セキテイリュウオー | 2:32.1 | 1馬身     |
| 8    | 4    | 6    | ライスシャワー     | 2:32.1 | クビ      |
| 9    | 3    | 3    | ベガ               | 2:32.3 | 1 1/4馬身 |
| 10   | 4    | 5    | ウィッシュドリーム | 2:32.3 | クビ      |
| 11   | 7    | 11   | ウイニングチケット | 2:32.6 | 2馬身     |
| 12   | 1    | 1    | エルカーサリバー   | 2:33.1 | 3馬身     |
| 13   | 6    | 10   | エルウェーウィン   | 2:34.7 | 10馬身    |
| 14   | 5    | 7    | ホワイトストーン   | 2:34.8 | クビ      |

### データ
| 1,000m通過タイム    | ---.-秒（メジロパーマー） |
| 上がり4ハロン       | 47.5秒                    |
| 上がり3ハロン       | 35.3秒                    |
| 優勝馬上がり3ハロン | 35.2秒                    |

### 払戻
| 単勝式 | 4    | 940円   |
| 複勝式 | 4    | 470円   |
| 複勝式 | 13   | 140円   |
| 複勝式 | 12   | 450円   |
| 枠連   | 3-8  | 960円   |
| 馬連   | 4-13 | 3,290円 |

## 達成された記録
- 長期休養明けGI勝利最長記録 - トウカイテイオー（中363日）
- 親仔2代有馬記念制覇 - トウカイテイオー（1984年・1985年 父・シンボリルドルフ、同レース史上初）
- ダービー馬による有馬記念制覇 - トウカイテイオー（ダイナガリバー以来7年ぶり5頭目[2]）
- 同一レース連続同着順位 - ナイスネイチャ（1991年～1993年 有馬記念3年連続3着）

## テレビ・ラジオ中継
本レースのテレビ・ラジオ放送の実況担当者（肩書は全て当時のもの）。
- 日本放送協会 (NHK)：藤井康生（協会本部・放送総局アナウンス室）[3]
  - 解説：鈴木康弘（調教師）
  - 番組司会：刈屋富士雄
- ラジオたんぱ（現・ラジオNIKKEI）：白川次郎（チーフアナウンサー）
- フジテレビ：堺正幸（アナウンス室専任部長）
  - パドック実況：三宅正治
  - パドック解説：椋木宏、藤牧光男（競馬エイト）
  - ゲート前リポーター：青嶋達也
  - 検量室前リポーター兼勝利ジョッキーインタビュー：塩原恒夫
  - 解説：大川慶次郎
  - スタジオゲスト：裕木奈江（女優・この年のJRAイメージキャラクター）、上田正樹、高橋源一郎
  - 番組司会：潮哲也・鈴木淑子（競馬ジャーナリスト）
- 関東独立U局：長岡一也
- 毎日放送：蜂谷薫
- ラジオ日本：林洋右
- KBS京都：浜野圭司